# George Dunning
|  | Aquest article tracta sobre el cineasta. Si cerqueu el músic i compositor, vegeu «George Duning». |

George Garnett Dunning (17 de novembre de 1920 – 15 de febrer de 1979) va ser un director de cinema i animador canadenc, conegut per animar i dirigir la pel·lícula Yellow Submarine, dels Beatles, el 1968.
De jove Dunning va cursar estudis d'art. Va tenir la seva primera experiència amb el dibuixos animats quan va començar a treballar en el departament d'animació de National Film Board, al Canadà, el lloc on es van formar alguns dels millors dibuixants i animadors de la postguerra. La companyia estava dirigida per Norman McLaren, aleshores molt capficat amb els aspectes formals i el rigor estètic. El 1943 Dunning va realitzar dos curts per a la sèrie Chants Populaires, però les obres que més el van donar a conèixer van ser The Three Blind Mice (1945) i Cadet Rousselle (1947).
El seu estil es caracteritza pel traç dels seus dibuixos, sintètic però elegant i suggeridora, el seu relat, amb bon ritme i un sentit de l'humor no exempt de lirisme. I a més, pel gust per l'experimentació que el defineix. A les seves pel·lícules, Dunning barrejava animació, art d'avantguarda i publicitat, fent servir tècniques experimentals, com ara, la pintura sobre vidre o tires de metall retallades i acolorides, tal com va fer a Cadet Rousselle.
A mitjans de la dècada de 1950 va viatjar a Anglaterra i va fundar la TV Cartoons (1956) treballant en publicitat, televisió i cinema. L'animació dels títols de capçalera d’A Shot in the Dark (1964), de Blake Edwards, de la sèrie La pantera rosa, és seva. En els anys 50–60, Dunning realitzà algunes obres notables com The Wardrobe (1960), un curtmetratge surrealista, i The Flying Man (1962), animació que el va fer mereixedor del Grand Prix al Festival de Cinema d'Animació d'Annecy. El 1968 estrena la seva obra més famosa, el llargmetratge Yellow Submarine, on hi ha una perfecta conjunció entre el dibuix i la música i que, amb el temps, ha esdevingut una referència obligada en la història de l'animació.